# 中外テクノス
中外テクノス株式会社は、広島県広島市に本社を置く環境調査事業や構造物調査・非破壊検査などを行う企業。1953年設立。日本における環境調査・分析会社の草分け的な存在である。

## 概要
1953年に中外医線工業株式会社として創立。当時は、工業用・医療用の放射線機器の販売業務、修理や改造を行なっていた。
2011年からは、放射線や放射能濃度を測定するサービスを開始している。
2014年には、カナダ・サスカチュワン州で行われる二酸化炭素を地下に封じ込める新技術 (CCS) の実証実験に参加してCO2地表漏洩・モニタリング・システムの試作品を提供するとしている。

## 事業所
- 広島本社 広島県広島市西区横川新町9-12
- 研究技術センター 広島県広島市西区横川新町10-21
- 電機総合技術センター 広島県広島市西区中広町3丁目13-5
- 山口支店 山口県周南市築港町5-27
- 東京支社 東京都中央区日本橋浜町1丁目12-9　日本橋浜町ビル3F
- 関東環境技術センター 千葉県千葉市緑区大野台2丁目2-16
- 工業技術センター 千葉県市原市今津朝山941-1
- つくばバイオフロンティアセンター 茨城県つくば市千現2丁目1-6　つくば研究支援センターC棟B5号
- 関西支社 大阪府大阪市淀川区西中島7丁目1-5　辰野新大阪ビル2F
- 関西技術センター 兵庫県神戸市西区井吹台東町7丁目3-7
- 関西技術センター実験場 兵庫県神戸市西区井吹台東町7丁目2-4
- 高砂事業所 兵庫県高砂市荒井町新浜2丁目1-1
- 中部支社 愛知県名古屋市守山区花咲台2丁目303
- 九州支店 福岡県福岡市博多区大井2丁目10-22

## 関連会社
- 日本シーレーク株式会社

## 主な出来事
- 2020年（令和2年）までに、広島市が発注するコンピュータ機器の入札において他社とともに受注調整に参加した。後に、このことが表面化[5]し、2022年（令和4年）10月6日、公正取引委員会は、中外テクノス含む各社に対して私的独占の禁止及び公正取引の確保に関する法律（独占禁止法）第3条（不当な取引制限の禁止）の規定に違反する行為を行っていたとして排除措置命令及び課徴金納付命令を発出。さらに各地の自治体は中外テクノスに対して指名停止処分を課した[6]。